# Gemeentepark van Boom

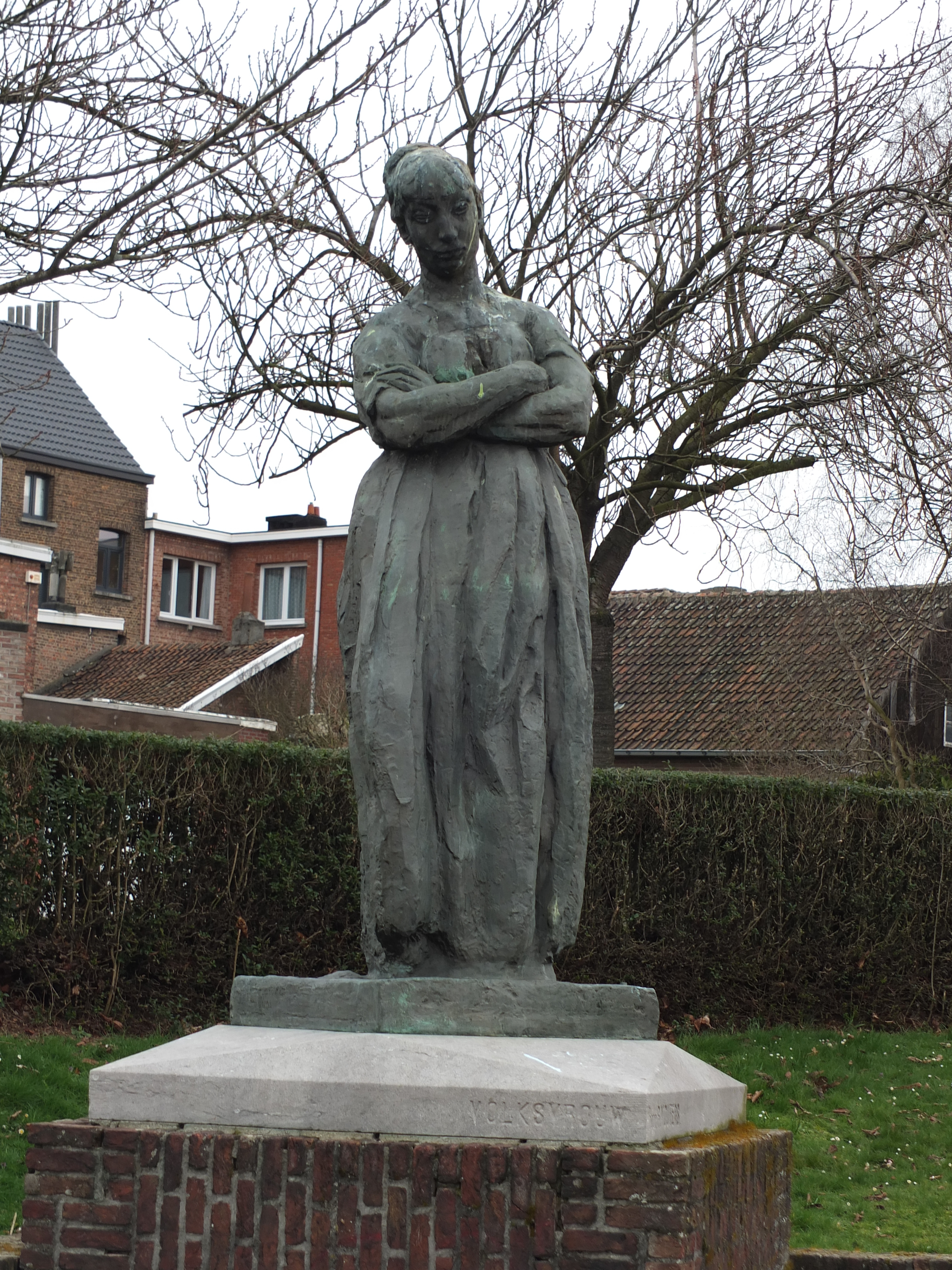
De Volksvrouw door Rik Wouters

Het park van de gemeente Boom is gelegen tussen de straten 's Herenbaan, Beukenlaan en Spoorweglaan.

## Geschiedenis
Het is een restant van het "Beekbosch".
Aanvankelijk de eigendom van de adellijke familie Cardon de Lichtbuer uit Destelbergen, werd onder impuls van de Boomse schepen Benjamin Haesaerts op 16 juni 1925 de intercommunale "Boomsche Beekbosschen Tuinwijk" opgericht.
De leden van deze vereniging waren de provincie Antwerpen en de gemeenten Boom, Niel en Reet. De vereniging kocht van de voornoemde familie 29 ha. bos.
In 1928 werd een aanvang genomen met het ontwerp van het park. De zonen van schepen Benjamin Haesaerts, Luc en Paul ontwierpen hiervoor o.a. het ruwbetonnen afgebroken en modernistisch heropgebouwde parkpaviljoen, de verdwenen kiosk en de Franse tuinen met hun vijvers.
De kunstenaars Ernest Wijnants, Georges Minne en Rik Wouters ontwierpen de beeldhouwwerken.
Op 1 maart 1938 werd de intercommunale ontbonden en werd het park de volledige eigendom van de gemeente Boom.
Bij koninklijk besluit werd op 8 maart 1940 het park als landschap geklasseerd omwille van zijn esthetische waarde.

## Trivia
- Voor de jeugdserie TopStars van Studio 100 werden er opnames gemaakt in het Gemeentepark van Boom, dat als decor stond voor het park in de serie.